# Rosa farreri
Rosa farreri är en rosväxtart som beskrevs av Otto Stapf och William Thomas Stearn. Rosa farreri ingår i släktet rosor, och familjen rosväxter. Inga underarter finns listade i Catalogue of Life.